# Tipula (Microtipula) perangustula
Tipula (Microtipula) perangustula is een tweevleugelige uit de familie langpootmuggen (Tipulidae). De soort komt voor in het Neotropisch gebied.